# Biłohorodka (obwód kijowski)
Biłohorodka (ukr. Білогородка, hist. pol. Biłhorod) – wieś na Ukrainie, w obwodzie kijowskim, w rejonie buczańskim, siedziba hromady. W 2023 liczyła 20000 mieszkańców.
Miejscowość bardzo stara, według Powieści minionych lat Nestora miała istnieć już w roku 910.